# Jürgen Knaack (Germanist)
Jürgen Knaack (* 12. März 1946 in Rotenburg/Wümme) ist ein deutscher Germanist und Publizist.

## Leben
Knaack studierte von 1965 bis 1973 Germanistik, Deutsche Literaturwissenschaft und Kunstgeschichte an der Universität Hamburg. Er wurde 1973 promoviert. Er war von 1973 bis 2003 bei dem Hamburger Verlag Gruner + Jahr beschäftigt. Von 1973 bis 1979 arbeitete er mit am Aufbau der G+J-Pressedatenbank. In dieser Zeit absolvierte er eine Ausbildung zum Wissenschaftlichen Dokumentar in Frankfurt/Main und hielt zahlreiche Vorträge über die Entwicklung der G+J-Pressedatenbank. Von der Gründung des Kunstmagazins „art“ im Jahr 1979 bis zum Herbst 2003 arbeitete er dort als Dokumentationsjournalist. In dieser Zeit verfasste er etwa 150 Rezensionen und kleinere Artikel für das Magazin und baute eine umfangreiche Kunstbibliothek auf.
Von 1990 bis 1998 war er Mitglied im Kirchenvorstand der Schalom Gemeinde in Norderstedt und Pressesprecher während der 106 Tage andauernden Besetzung der Kirchengemeinde durch eine Gruppe von Flüchtlingen. Anschließend ehrenamtlich tätig in der Betreuung von Flüchtlingen in Henstedt-Ulzburg und Norderstedt und Mitherausgeber der Zeitschrift „Neue Nachbarn“ in Norderstedt.
Parallel zu seiner Erwerbstätigkeit arbeitete Knaack als Publizist und Literaturwissenschaftler und war u. a. Mitherausgeber der Werke Achim von Arnims im Deutschen Klassiker Verlag. Seit 1991 ist er Mitarbeiter an der historisch-kritischen Weimarer Arnim Ausgabe (WAA). 1995 gründete er mit anderen Arnimforschern die Internationale Arnim-Gesellschaft, deren Schatzmeister er bis 2013 war.
2005 eröffnete er eine Arnim-Gedenkstätte in Zernikow.
Knaack ist seit 1969 verheiratet mir Dörte, geb. Hermann und hat zwei Kinder und lebt seit 1978 in Henstedt-Ulzburg.